# チュクチ自治管区

チュクチ（チュコト）自治管区
ロシア語: Чукотский автономный округ 
チュクチ語:Чукоткакэн автономныкэн округ

チュクチ自治管区（チュクチじちかんく、Чуко́тка, Чукотский автономный округ）は、ロシア極東連邦管区の北東端に位置する自治管区。面積は、721,481km²。人口は47,490人（2021年国勢調査）。州都はアナディリ。
ロシアの中でも厳しい大自然の土地として知られている。チュコト自治管区ともいう。

## 地理
チュクチ自治管区はロシアの最北東端であると同時に、ユーラシア大陸の最北東端に位置する。管区内を180度経線が通ることで、東半球と西半球にまたがる。なお、日付変更線はロシアとアメリカの国境に合わせて、自治管区の東側を通る。
西にサハ共和国、南にマガダン州、南東にカムチャツカ地方と隣り合う。北は北極海の一部である東シベリア海、チュクチ海があり、大陸の沖合にはウランゲリ島がある。この島もチュクチ自治管区に所属している。
東はベーリング海やベーリング海峡に面して、その向こうにアメリカ合衆国のアラスカ州がある。大陸部分の最東端はチュクチ半島のデジニョフ岬（西経169度43分）であり、その東にあるダイオミード諸島のラトマノフ島（大ダイオミード島）が自治管区（＝ロシア連邦）の最東端になる。大ダイオミード島からアメリカ領の小ダイオミード島まではわずか3.7kmの距離である。
管区の北部には中央シベリア高地につながるコルィマ山脈やチュクチ山脈が、南側はカムチャツカ半島につながるコリャーク山脈があるため、いずれも山がちである。中部にはアナディル湾に注ぐアナディル川が流れ、流域は低湿地帯になっている。
冬の寒さは1月が零下15度～35度と極めて厳しく、夏は短い。7月の気温は5度～14度。年間降水量は200～400mmと少ない。秋から春にかけては流氷の影響を受ける。
ツンドラであり、コケ、低木、草でおおわれている。10月末から6月まで降雪がある。海岸部はロシアでもっとも風の強い地域となっている。
ホッキョクグマ、シベリアビッグホーン、コククジラ、シロナガスクジラ、ミンククジラなどロシア・レッドデータブックに登録された多くの動物が生息している。

## 行政区画

### 主要都市
州都アナディリの他に、北極海に面した港ペヴェクがある。

## 歴史
- 1648年、ロシア帝国の探検家セミョン・デジニョフがチュコト半島を探検、デジニョフ岬やベーリング海峡に到達する。以後、この地域はロシアの支配下に入る。
- 1728年、ヴィトゥス・ベーリングがカムチャツカから回航し、ベーリング海峡を通過する。アジア（シベリア）とアメリカが海で隔てられていることを確認する。
- 1867年、ロシアがアメリカにアラスカを売却し、以後この地域がロシアとアメリカの国境地帯となる。
- 1930年、ソビエト連邦・ロシア社会主義共和国内の民族管区としてチュクチ民族管区が成立する。
- その後、この地域は東西冷戦の最前線となり、外国人の立ち入りや、先住民チュクチのアラスカ・アリューシャン列島との交流が厳しく制限される。
- 1991年、それまで所属していたマガダン州からの独立を宣言する。以後、徐々にアラスカ州などとの交流が開始される。
- 1999年、ロマン・アブラモヴィッチが同管区選挙区からロシア連邦議会に当選する。
- 2000年、アブラモヴィッチが同管区の知事に当選する。
- 2008年7月3日、アブラモヴィッチが知事を辞任した[3]。

## 経済
この地域にはタングステン、石油、石炭、天然ガス、金などの資源が眠っており、ゆっくりとではあるが開発が行われている。他地域との交通の便が悪いため、原子力発電所を建設して地域内の需要に対応している場所がある。(ビリビノ原子力発電所)
また、ロシア最大の富豪であるロマン・アブラモヴィッチが知事となってから、彼の資産の多くがアナディリ市をはじめとした管区内の社会基盤整備に投入されている。彼自身はほとんどアナディリに住んでいないが、住民の生活向上には大きな貢献をしている。
- コルィマ鉱山 - コルィマ川流域に広がる金鉱山。

## 住民
先住民族のチュクチ、シベリアユピック、コリャーク、エヴェン、ユカギールのほか、多数のロシア人が住む。
降雪のため、ドアを外側に開けることができず、建物のドアは内側に開く構造になっている。
夏の終わりに首都アナディリで先住民の民族フェスティバル「エルガフ」が行われている。

## 歴代知事
- アレクサンドル・ナザロフ（ - 2000年）
- ロマン・アブラモヴィッチ（2000年 - 2008年7月3日）
- ロマン・コピン（2008年7月13日 - 2023年3月15日）
- ヴラディスラフ・クズネツォフ（ロシア語版）（2023年3月15日 - ）2023年9月までは知事代行

## 標準時
この地域は、カムチャツカ時間を使用している。時差はUTC+12時間で夏時間はない。(以前はマガダン時間を使用していて2011年3月までは標準時がUTC+12時間、夏時間はUTC+13時間、同年3月からは通年UTC+12時間となった)